# Eloge Yao
Eloge Koffi Yao Guy (Akroukro, 20 gennaio 1996) è un calciatore ivoriano, difensore svincolato.

## Caratteristiche tecniche
Difensore centrale che fa della rapidità e della velocità le sue qualità migliori, può giocare sia in una difesa a 4 sia come laterale in una difesa a 3 ed all'occorrenza come terzino destro.

## Carriera

### Club

#### Giovanili
Nato ad Akroukro, approda giovanissimo in Italia firmando per il Parma. Nel 2012 viene acquistato in compartecipazione dall'Inter nell'ambito di una maxi operazione che coinvolge altri giovani dei due club, restando in prestito al club ducale fino al termine della stagione.
A giugno viene rinnovata la comproprietà, con l'ivoriano che passa nel settore giovanile nerazzurro. Al termine della stagione viene promosso in Primavera e la comproprietà fra i due club viene rinnovata.
L'anno successivo firma a titolo definitivo con l'Inter nell'ambito di uno scambio che coinvolge anche Ishak Belfodil e Lorenzo Crisetig.

#### Crotone
Il 14 luglio 2015 viene ceduto in prestito annuale al Crotone. Esordisce fra i professionisti il 9 agosto 2015 disputando da titolare il match di Coppa Italia vinto 1-0 contro la Feralpisalò.
Il 7 settembre successivo esordisce con i rossoblù in Serie B in occasione del match perso 4-0 contro il Cagliari. Il 26 settembre trova invece il suo primo gol in carriera segnando al 92' la rete del definitivo 2-0 nel match contro la Pro Vercelli.
Nel giro di poche giornate si impone da titolare nel 3-4-3 di Ivan Jurić, centrando al termine della stagione una storica promozione con il club pitagorico.

#### Rientro all'Inter
Rientrato all'Inter alla fine del prestito, viene confermato fra le file del club nerazzurro nonostante le numerose offerte giunte nel mercato estivo. Nel corso della stagione non riesce a trovare spazio collezionando solo panchine nelle tre competizioni in cui è impiegata l'Inter senza mai esordire ufficialmente ed una presenza in Primavera.

#### Lugano
Nel mercato estivo del 2017, dopo aver superato alcune difficoltà burocratiche, si trasferisce a titolo definitivo al Lugano firmando un contratto di due anni.
Esordisce con i bianconeri il 17 agosto disputando da titolare l'incontro di Coppa Svizzera vinto 1-0 contro il Köniz.
Il 14 settembre successivo debutta nelle coppe europee giocando l'incontro della fase a gironi di UEFA Europa League perso 2-1 contro l'Hapoel Be'er Sheva.
Il 5 luglio 2020 è stato autore di due autoreti in campionato contro lo Young Boys.

#### Reggiana
Il 14 gennaio 2021 viene acquistato dalla Reggiana. con cui ha anche trovato il suo primo goal in Cittadella-Reggiana imponendosi 0-3 (Yao segna il primo dei tre).

### Nazionale
Ha fatto parte dal 2012 al 2013 della nazionale ivoriana Under-17, scendendo in campo in 8 occasioni segnando una rete.

## Statistiche

### Presenze e reti nei club
Statistiche aggiornate al 18 dicembre 2024.
| Stagione                  | Squadra                   | Campionato                | Campionato | Campionato | Coppe nazionali | Coppe nazionali | Coppe nazionali | Coppe continentali | Coppe continentali | Coppe continentali | Altre coppe | Altre coppe | Altre coppe | Totale | Totale | Totale |
| Stagione                  | Squadra                   | Comp                      | Pres       | Reti       | Comp            | Pres            | Reti            | Comp               | Pres               | Reti               | Comp        | Pres        | Reti        | Pres   | Reti   |        |
| ------------------------- | ------------------------- | ------------------------- | ---------- | ---------- | --------------- | --------------- | --------------- | ------------------ | ------------------ | ------------------ | ----------- | ----------- | ----------- | ------ | ------ | ------ |
| 2015-2016                 | Crotone                   | B                         | 30         | 1          | CI              | 3               | 0               | -                  | -                  | -                  | -           | -           | -           | 33     | 1      |        |
| 2016-2017                 | Inter                     | A                         | 0          | 0          | CI              | 0               | 0               | UEL                | 0                  | 0                  | -           | -           | -           | 0      | 0      |        |
| 2017-2018                 | Lugano                    | SL                        | 11         | 0          | CS              | 2               | 0               | UEL                | 2                  | 0                  | -           | -           | -           | 15     | 0      |        |
| 2018-2019                 | Lugano                    | SL                        | 15         | 1          | CS              | 2               | 0               | -                  | -                  | -                  | -           | -           | -           | 17     | 1      |        |
| 2019-2020                 | Lugano                    | SL                        | 25         | 0          | CS              | 2               | 0               | UEL                | 5                  | 0                  | -           | -           | -           | 32     | 0      |        |
| Totale Lugano             | Totale Lugano             | Totale Lugano             | 51         | 1          |                 | 6               | 0               |                    | 7                  | 0                  |             | -           | -           | 64     | 1      |        |
| 2020-2021                 | Reggiana                  | B                         | 13         | 2          | CI              | 0               | 0               | -                  | -                  | -                  | -           | -           | -           | 13     | 2      |        |
| 2021-2022                 | Hapoel Gerusalemme        | LhA                       | 27         | 0          | CI              | 1               | 0               | -                  | -                  | -                  | -           | -           | -           | 28     | 0      |        |
| 2022-2023                 | Hapoel Gerusalemme        | LhA                       | 35         | 1          | CI              | 1               | 0               | -                  | -                  | -                  | -           | -           | -           | 36     | 1      |        |
| 2023-2024                 | Hapoel Gerusalemme        | LhA                       | 25         | 0          | CI              | 2               | 0               | -                  | -                  | -                  | -           | -           | -           | 27     | 0      |        |
| 2024-2025                 | Hapoel Gerusalemme        | LhA                       | 10         | 0          | CI              | 0               | 0               | -                  | -                  | -                  | -           | -           | -           | 10     | 0      |        |
| Totale Hapoel Gerusalemme | Totale Hapoel Gerusalemme | Totale Hapoel Gerusalemme | 97         | 1          |                 | 4               | 0               |                    | -                  | -                  |             | -           | -           | 101    | 1      |        |
| Totale carriera           | Totale carriera           | Totale carriera           | 191        | 5          |                 | 13              | 0               |                    | 7                  | 0                  |             | -           | -           | 211    | 5      |        |

## Palmarès

### Club

#### Competizioni giovanili
- Torneo di Viareggio: 1

Inter: 2015